# Troglobisium racovitzai
Troglobisium racovitzai és una espècie d'aràcnid de l'ordre Pseudoscorpionida de la família Syarinidae.

## Etimologia
"Troglomorfisme" prové del greg trṓglē, que significa "cova", i morphḗ, que significa "forma". S'utilitza per descriure característiques morfològiques i adaptacions d'organismes que viuen en ambients subterranis o cavernícoles, com ara la reducció dels ulls, l'absència de pigmentació i el desenvolupament d'òrgans sensorials adaptats a la foscor. El nom racovitzai està dedicat a Emil G. Racovitza, zoòleg romanès considerat, juntament amb René Jeannel, un dels fundadors de la bioespeleologia.

## Descripció

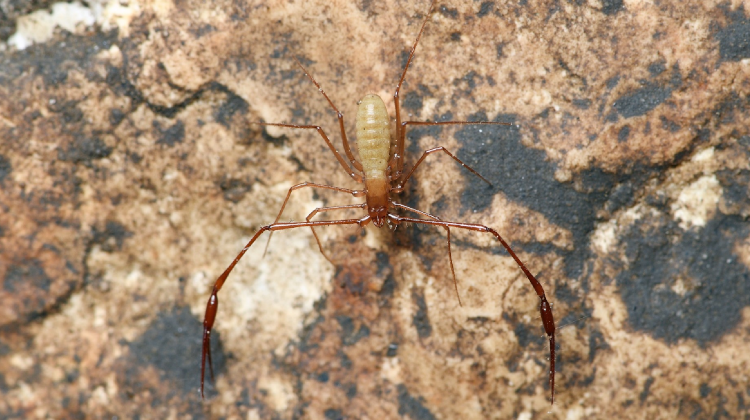
Troglobisium racovitzai

Les seves característiques morfològiques reflecteixen les seves adaptacions al seu hàbitat habitual. Té un cos de mida gran (longitud corporal: 3,5-5 mm) per tractar-se d'un artròpode cavernícola, amb una coloració lleugerament marronosa, però generalment molt despigmentat. Dins el seu gènere destaca la completa absència o reducció significativa d'ulls, adaptant-se a la vida en entorns foscos on la visió no és necessària.
Les potes són fines i estilitzades, permetent-los desplaçar-se en espais reduïts. Els seus pedipalps compten amb un canal de verí que arriba fins al dit mòbil de la seva pinça. Aquesta pinça és 10 vegades més llarga que ample, i el seu fèmur és fins a 12 vegades més llarg que ample.

## Registre fòssil
És l'única espècie coneguda del gènere Troglobisium. Juntament amb Titanobochica magna, conegut sol de cavitats de Portugal, són els dos únics representants de la família Bochicidae en tota la regió paleàrtica, per la qual cosa es consideren relictes de Laurasia, una gran massa continental de l'hemisferi nord de fa aproximadament uns 200 M d'anys, que es va dividir posteriorment en el que avui dia coneixem com a Europa, Àsia i Amèrica del Nord.

## Distribució actual

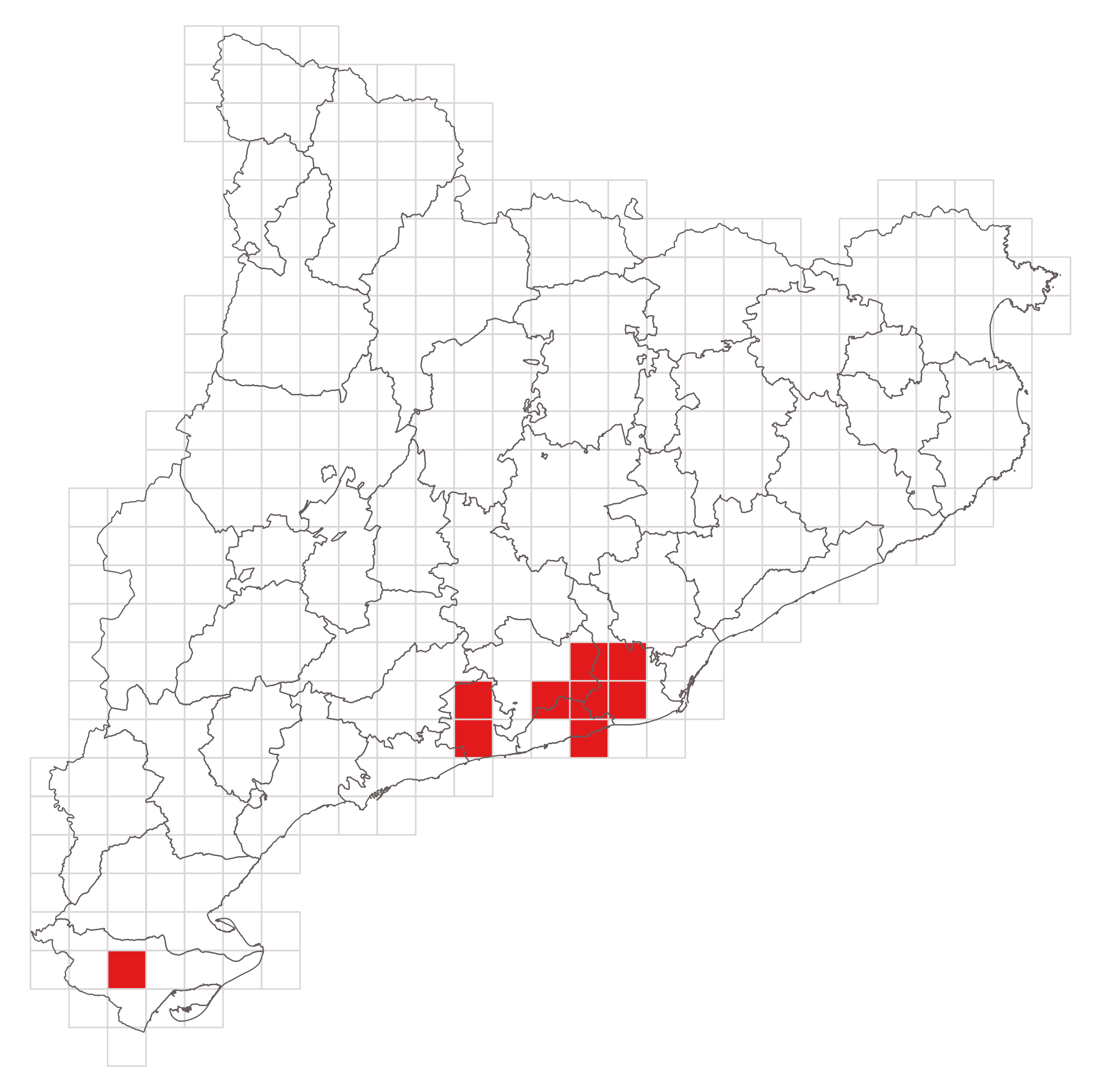
Mapa de distribució actual de Troglobisium racovitzai a Catalunya

Aquesta espècie és un endemisme de la península Ibèrica. Únicament es troba a les comunitats de Catalunya i del País Valencià, concretament a les províncies de Barcelona, Tarragona i Castelló.
Actualment, s'ha trobat en 15 cavitats càrstiques d'aquestes zones. Les poblacions de Tarragona i Garraf estan disjuntes amb les de Castelló, ja que per culpa de la depressió del riu Ebre no hi pot haver cap connexió. No es descarta que les dues subpoblacions de Catalunya, la del Garraf i la de Tarragona també estiguin aïllades.
És una espècie molt poc abundant, de manera que l'observació d'exemplars és molt puntual.

## Demografia
La presència de T. racovitzai en les cavernes accessibles a escala humana és ocasional, amb captures d'un o dos individus com a màxim. Aproximadament el 50% de les expedicions de recol·lecció resulten sense èxit. La possible regressió de les poblacions des de la seva descoberta el 1912 no es pot estimar a causa del limitat nombre de visites bioespeleològiques registrades els últims anys. Tot i que la zona més afectada sembla ser el Garraf, amb una contaminació persistent durant més de 30 anys, recentment s'ha trobat un exemplar a l'Avenc Emili Sabaté, considerat molt primitiu.
Per dur a terme aquest estudi, s'han examinat les col·leccions als museus, la del mateix autor i les noves captures realitzades, cobrint les tres poblacions conegudes amb una mostra representativa de cavitats. L'anàlisi taxonòmica revela almenys dues poblacions amb diferències morfomètriques, una al sud i una al nord del riu Ebre. L'anàlisi molecular és necessària per determinar si aquestes poblacions són dues espècies diferents o són fruit de la variabilitat dins la mateixa espècie.

## Reproducció
Es desconeix el cicle biològic de l'espècie, tan sols se suposa que es realitza a les micro-mesofisures.

## Ecologia

### Hàbitat
Exclusivament vinculat al medi subterrani profund, es localitza en coves i avencs càrstics. Troglobisium racovitzai cohabita a la zona de Castelló en diverses cavitats on també es localitzen altres artròpodes troglobis que també mostren caràcter relictual: Ildobates neboti, Paratachycampa hispanica i Speleoharpactea levantina.

### Alimentació
A causa de la seva mida, relativament gran per a un artròpode cavernícola, i al seu grau d'especialització, les seves preses segurament són altres cavernícoles també especialitzats com a col·lèmbols, diplurs i coleòpters, entre d'altres.

## Importància

### Estat de conservació
No es troba amenaçat a escala mundial ni per comunitats autònomes, tot i que nacionalment el trobem dins la categoria vulnerable del Libro Rojo de los Invertebrados de España (Verdú i Galante, 2006). Per aquest motiu, no compta amb cap protecció legal ni mesures de conservació existents.

### Amenaces
Al ser un paleoendemisme, supervivent de la fauna preterciària que colonitzava el medi epigeu i que es va especialitzar a una geologia determinada, és molt vulnerable a les alteracions del medi, principalment per pressió antròpica. Viu en un hàbitat molt fragmentat, fràgil i fàcilment alterable. A causa de la susceptibilitat dels sistemes càrstics a la influència de la capa externa, molts factors poden afectar de forma negativa els requisits de la fauna cavernícola. Entre les principals amenaces es troben llargs períodes de sequera, la contaminació de l'aigua, les activitats mineres com ara l'extracció d'àrids, i la construcció de carreteres.
Les poblacions del Massís del Garraf reben una pressió antròpica severa i la presència d'un abocador de residus sòlids contamina l'hàbitat i afecta la viabilitat de les poblacions. Aquest abocador està instal·lat a la zona càrstica i ha contaminat nombroses cavitats subterrànies durant més de 30 anys, amb infiltracions líquides i de gas metà. L'any 2006 es va clausurar per buidar-se en un futur i integrar-se al Parc del Garraf.
Pel que fa a la població de la província de Castelló, a la zona entre Cabanes i Oropesa, la principal amenaça és la construcció d'un tram de carretera que afectaria les zones càrstiques on habita.

### Grau de protecció
Tot i ser una espècie endèmica, amb una distribució actual molt restringida i amenaçada no presenta graus de protecció ni normatives atorgades per la Unió Europea ni l'Estat Espanyol. No està inclosa en l'annex IV de la Directiva d'hàbitats de la Unió Europea com a espècie protegida. Únicament té una protecció a Catalunya, en què està inclosa en el Decret 172/2022, del 20 de setembre, del Catàleg de fauna salvatge autòctona amenaçada i de mesures de protecció i de conservació de la fauna salvatge autòctona protegida, en la categoria "Vulnerable".

### Mesures de conservació
No hi ha mesures de conservació existents. Segons el Catàleg de fauna salvatge autòctona amenaçada de Catalunya (Decret 172/2022), caldria elaborar un pla de conservació per totes les espècies vulnerables, com és el cas de Troglobisium racovitzai, en un termini de 5 anys des de la seva publicació. Algunes de les mesures de conservació proposades són:
- Estudiar i fer un seguiment de les condicions ambientals i de la biocenosi de cada cavitat subterrània on es troba l'espècie. Revisar l'estat de conservació d'aquestes i determinar si són necessàries mesures de manteniment o limitació d'entrada.

- Conèixer la variabilitat genètica entre les diferents poblacions per entendre millor la seva variabilitat geogràfica.

- Estudiar possibles localitats potencials en les quals podria haver-hi presència, com ara les localitzades al voltant del Delta de l'Ebre.[5]